# Józef Rotblat
Józef Rotblat   (Varsòvia, 4 de novembre de 1908 - Londres, 31 d'agost de 2005) va ser un físic nuclear polonès que va lluitar per l'erradicació de les armes nuclears i que fou guardonat amb el Premi Nobel de la Pau l'any 1995.
El seu treball sobre conseqüències nuclears va ser una important contribució a la ratificació del Tractat de prohibició parcial de proves nuclears de 1963. Signatari del Manifest Russell-Einstein de 1955, va ser secretari general de les Conferències Pugwash de Ciència i Afers Mundials des de la seva fundació fins a 1973 i va compartir, amb les Conferències Pugwash, el Premi Nobel de la Pau de 1995. Premi de la Pau "pels esforços per disminuir el paper que tenen les armes nuclears en els afers internacionals i, a llarg termini, per eliminar aquestes armes."

## Biografia
Józef Rotblat va néixer el 4 de novembre de 1908 en una família jueva polonesa a Łódź, ciutat de la Polònia central, aleshores formava part del Regne de Polònia governat per Rússia, més conegut com a Polònia del Congrés. Va ser un de set fills, dos dels quals van morir de petits. El seu pare, Zygmunt Rotblat, va construir i va dirigir un negoci nacional de carruatges de cavalls, posseïa terres i criava cavalls. Els primers anys de Józef es van passar en una llar pròspera, però les circumstàncies van canviar amb l'esclat de la Primera Guerra Mundial. Es van tancar les fronteres i es van requisar els cavalls de la família, la qual cosa va provocar el fracàs del negoci i la pobresa per a la seva família. Tot i tenir antecedents religiosos, als deu anys, va dubtar de l'existència de Déu, i més tard es va convertir en un agnòstic.
Els pares de Rotblat no es podien permetre el luxe d'enviar-lo a un escola, així que Rotblat va rebre la seva educació secundària en un cheder impartit per un rabí local. Després va assistir a una escola tècnica, on va estudiar enginyeria elèctrica, graduant-se amb el seu diploma el 1923 a la recentment establerta República de Polònia. Després de graduar-se, Rotblat va treballar com a electricista a Varsòvia, però tenia l'ambició de convertir-se en físic. El gener de 1929, va aprovar el de física amb facilitat, però va tenir menys èxit a l'hora d'escriure un article sobre la Comissió d'Educació Nacional, un tema del qual no sabia res. Després va ser entrevistat per el degà de la Facultat de Ciències. Wertenstein havia estudiat a París amb Marie Curie i al Laboratori Cavendish a la Universitat de Cambridge amb Ernest Rutherford. Wertenstein va oferir un lloc a Rotblat.
Rotblat va obtenir un màster en arts a la Universitat Lliure el 1932. Després, va ingressar a la Universitat de Varsòvia, i es va convertir en doctor en Física el 1938. Va ocupar la posició de investigador al Laboratori Radiològic de la Societat Científica. de Varsòvia, de la qual Wertenstein era el director, i esdevingué director adjunt de l'Institut de Física Atòmica de la Universitat Lliure de Polònia el 1938.
Es va graduar de la Universitat de Varsòvia i fins al 1939 va treballar a la universitat, al Radium Institute de Varsòvia i altres institucions científiques.
Durant un viatge a Liverpool, va decidir lluitar en la Segona Guerra Mundial, allistant-se a l'exèrcit. Al Regne Unit va col·laborar amb James Chadwick i durant la guerra es va involucrar en el projecte Manhattan. En finalitzar la guerra, va esdevenir un dels crítics més prominents dels armaments nuclears. A pesar de la "cortina de ferro" i la guerra freda va advocar per establir enllaços entre els científics de l'oest i de l'est.

## El matrimoni i els primers treballs de física
Durant aquest període, Rotblat es va casar amb una estudiant de literatura, Tola Gryn, a qui havia conegut en un campament d'estiu d'estudiants el 1930.
Abans de l'esclat de la Segona Guerra Mundial, va dur a terme experiments que van demostrar que en el procés de fissió s'emetien neutrons. A principis 1939 , va preveure que es podria produir un gran nombre de fissions i si això passava en un temps prou curt, llavors es podrien alliberar quantitats considerables d'energia. Va calcular que aquest procés es podria produir en menys d'un microsegon i, com a conseqüència, es podria produir una explosió.

## Projecte Manhattan
Mentre encara era a Polònia, Rotblat s'havia adonat que la fissió nuclear podria ser utilitzada per produir una bomba atòmica. Primer va pensar que hauria de "treure-ho tot fora de la meva ment", però va continuar perquè pensava que era l'única manera de prevenir L'Alemanya nazi d'utilitzar una bomba nuclear era si Gran Bretanya en tenia una per actuar com a element dissuasiu. Va treballar amb Chadwick a Tube Alloys, el projecte de bomba atòmica britànica.
El febrer de 1944, Rotblat es va unir al Laboratori Los Alamos com a part de la Missió britànica al Projecte Manhattan. Encara que era molest per la moralitat del projecte, creia que els aliats havien de ser capaços d'amenaçar amb represàlies en cas que Alemanya desenvolupés la bomba. convertir-se en ciutadà nord-americà o subjecte britànics. Rotblat es va negar i es va renunciar a la condició. A Los Alamos, es va fer amic de Stan Ulam, un científic polonès-jueu, amb qui va poder conversar en polonès. Rotblat va treballar al grup d'Egon Bretscher, investigant si els raigs gamma d'alta energia produïts per la fissió nuclear interferirien amb el procés de la reacció en cadena nuclear, i després amb el grup de ciclotrons de Robert R. Wilson.
Rotblat va continuar tenint fortes reserves sobre l'ús de la ciència per desenvolupar una arma tan devastadora. El 1985, va relatar que, en un sopar privat a la casa dels Chadwick a Los Alamos el març de 1944, es va sorprendre en escoltar el director del Projecte Manhattan, Major General Leslie R. Groves, Jr., diuen paraules en el sentit que el propòsit real de fabricar la bomba era sotmetre els soviètics. De fet, Groves va declarar sota jurament a l'audiència de 1954 sobre J. L'expedient de seguretat de Robert Oppenheimer diu que "mai, des d'unes dues setmanes des del moment en què em vaig fer càrrec d'aquest projecte, no hi va haver cap il·lusió per part meva sinó que Rússia era el nostre enemic i que el projecte es va dur a terme sobre aquesta base". Malgrat el testimoni de Groves, en resposta a un suggeriment d'Andrew Brown que el comentari de Groves podria haver estat fet per posar a prova la lleialtat de Rotblat, Barton Bernstein , que havia qüestionat l'exactitud de la memòria de Rotblat, va comentar en una carta a Brown: "És una interpretació interessant i responsable, i no es pot descartar, tot i que no estic disposat a acceptar-la".
A finals de 1944, també era evident que Alemanya havia abandonat el desenvolupament de la seva pròpia bomba el 1942. Aleshores, Rotblat va demanar abandonar el projecte per motius de consciència i va tornar a Liverpool.
Chadwick va saber que el cap de seguretat tenia un dossier de seguretat en el qual s'acusava Rotblat de la intenció de tornar a Anglaterra perquè pogués sobrevolar Polònia i llançar-se en paracaigudes al territori soviètic per transmetre els secrets de la bomba atòmica. També va ser acusat d'haver visitat algú a Santa Fe i de deixar-li un xec en blanc per finançar la formació d'una cèl·lula comunista.
Rotblat va poder demostrar que gran part de la informació de l'expedient s'havia fabricat. A més, els registres de l'FBI mostren que l'any 1950, l'amic de Rotblat a Santa Fe va ser localitzat a Califòrnia, i ella va negar rotundament història; el xec no s'havia cobrat mai i s'havia deixat per pagar els articles no disponibles

## Conferències Pugwash
Va participar en la fundació i organització de les Conferències Pugwash, que van tractar sobre les relacions de la ciència i la societat. El moviment Pugwash és, avui dia, una organització de científics i humanistes, que ell va dirigir fins a la seva mort. Rotbalt va advocar sempre perquè els científics tinguessin el seu propi codi de conducta moral, una espècie de jurament Hipocràtic similar al dels metges.
El 1995 va rebre el Premi Nobel de la Pau, juntament amb les Conferències Pugwash, pels seus esforços en la disminució del paper jugat per les armes nuclears en la política internacional, i a llarg termini, per eliminar dites armes.
Rotblat va morir el 31 d'agost de l'any 2005 a la seva residència de Londres.